# Postamt Tribsees
Das ehemalige Postamt Tribsees in Tribsees, Vor dem Steintor 5, (Landkreis Vorpommern-Rügen, Mecklenburg-Vorpommern) wurde im späten 19. Jahrhundert gebaut. Das Haus wurde zu einem Wohn- und Geschäftshaus umgebaut.
Das Gebäude steht unter Denkmalschutz.

## Geschichte
Tribsees mit 2612 Einwohnern (2019) wurde als Burg 1140 erstmals erwähnt und war ein wichtiger westlicher Grenzübergang von Pommern-Wolgast. 1702 brannte die Stadt bis auf das Amtshaus nieder.
Das zweigeschossige historisierende Haus mit dem barockisierenden seitlichen Giebelrisalit hat eine für die Gründerzeit typische Fassade mit einer Sockelausprägung in Bossenputz und einem verklinkerten Obergeschoss. Die Gauben deuten einen Schweizer Baustil an. Gebaut wurde es für die kaiserliche Post im Stil der damaligen Postbauten des Reichspostamtes.
Im Rahmen der Städtebauförderung der Modellstadt wurde das Haus Ende der 1990er Jahre saniert.
Die Deutsche Post AG unterhält heute eine Filiale durch einen Laden.